# Ella (Oregon)
Ella az Amerikai Egyesült Államok északnyugati részén, Oregon állam Morrow megyéjében, az Immigrant Lane mentén elhelyezkedő önkormányzat nélküli település.
A posta 1882. április 24-e és 1910. szeptember 30-a között működött. A helység névadója Frank Oviatt, a posta vezetőjének lánya; Oviatt azt mondta neki, hogyha abbahagyja a sírást, a települést róla nevezi el.
Feljegyzéseiben több bevándorló is említi az Oregon-ösvény mentén nyolc kilométerre fekvő Well Springet.

## Fordítás
- Ez a szócikk részben vagy egészben  az   Ella, Oregon című angol Wikipédia-szócikk ezen változatának fordításán alapul.  Az eredeti cikk szerkesztőit annak laptörténete sorolja fel. Ez a jelzés csupán a megfogalmazás eredetét és a szerzői jogokat jelzi, nem szolgál a cikkben szereplő információk forrásmegjelöléseként.